# Клішина Дарія Ігорівна
Дарія Ігорівна Клішина (рос. Дарья Игоревна Клишина) — російська легкоатлетка, що спеціалізується в стрибках у довжину, призер чемпіонатів світу та Європи.
Клішина виграла два чемпіонати Європи в приміщенні 2011 та 2013 років. На чемпіонаті Європи просто неба 2014 року вона посіла третє місце. 
Попри дискваліфікацію збірної російських легкоатлетів через допінговий скандал Клішину єдину допустили до участі в Олімпіаді 2016 року в Ріо-де-Жанейро. Вона посіла там 9-е місце. Своє право на участь в Олімпійських іграх вона обґрунтовувала тим, що її неодноразово перевіряли, й перевіряли поза дискредитованою російською допінговою агенцією — тож вона довела свою чистоту. 
Срібну медаль чемпіонату світу Клішина виборола на Лондонському чемпіонаті 2017 року, де виступала як «допущений нейтральний атлет».

## Зовнішні посилання
- Досьє на сайті IAAF [Архівовано 9 серпня 2017 у Wayback Machine.]